# Enzo Bianchi
Pour les articles homonymes, voir Bianchi.
Enzo Bianchi, né le 3 mars 1943 à Castel Boglione, dans la zone du Monferrato, au Piémont, est un moine italien, fondateur et prieur jusqu'en 2016 de la communauté monastique de Bose, une communauté interconfessionnelle composée d'hommes et de femmes réunis pour vivre l'Évangile dans le célibat et la vie commune dans un village du nord de l'Italie (Magnano).

## Biographie
Sans avoir achevé les études universitaires à la Faculté d'économie et de commerce de l'université de Turin, à la fin de 1965, il se rend à Bose, un hameau abandonné de la commune de Magnano sur la Serra d'Ivrea, avec l'intention d'y donner naissance à une communauté monastique. Rejoint en 1968 par les premiers frères et les premières sœurs, il a écrit la règle de la communauté. Jusqu'en 2016 il a été prieur de la communauté qui compte désormais environ soixante membres, tant frères que sœurs de cinq nationalités différentes, et qui est présente, hormis à Bose, également à Ostuni (Pouilles), à Assise (Ombrie) et à Civitella San Paolo (Rome).
Enzo Bianchi est l'auteur de nombreux ouvrages de théologie spirituelle et de commentaires bibliques. Outre son intérêt pour l'œcuménisme, Enzo Bianchi est soucieux du dialogue avec les religions (principalement avec le judaïsme) avec des prises de position sur la société. Il insiste également sur la lecture assidue des Écritures aidée par la pratique de la Lectio divina.
La communauté monastique de Bose a annoncé jeudi 26 janvier 2017 l’élection du F. Luciano Manicardi comme nouveau prieur, succédant au F. Enzo Bianchi, 73 ans,.

## Écrits

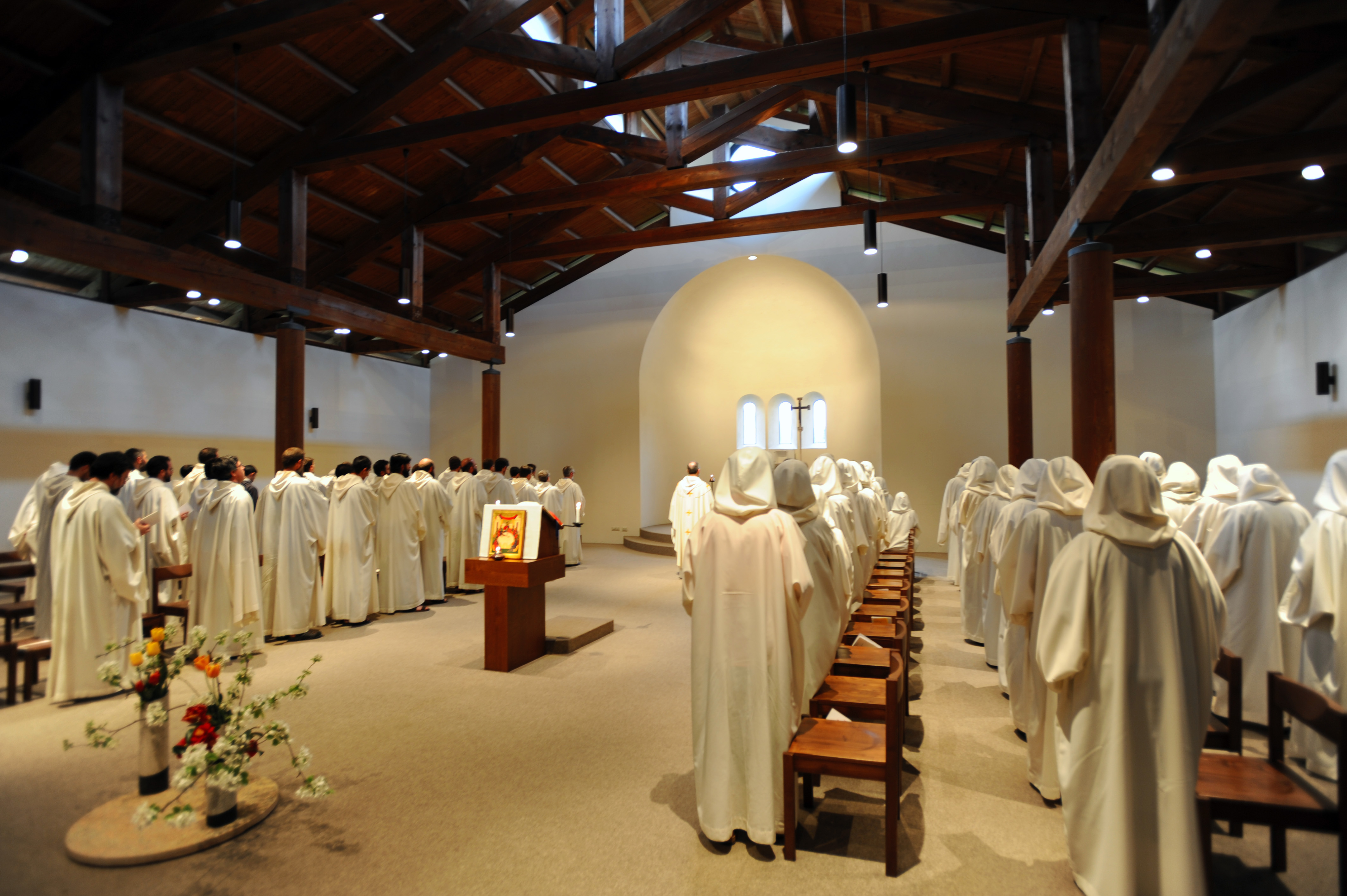
Intérieur de l'église du monastère de Bose. Frères et sœurs prient ensemble.

Enzo Bianchi est le fondateur de la communauté monastique œcuménique de Bose, dans le nord de l'Italie.
Bienheureuse Vierge Marie !

« La marque spécifique du christianisme, c'est l'espérance de la résurrection, la certitude que la mort n'a pas le dernier mot sur l'histoire tourmentée des hommes et de la création tout entière. Et pourtant, nous devons reconnaître combien nous peinons à adhérer à cette réalité, dont chaque eucharistie est le mémorial. En d'autres termes, croyons-nous à la vie éternelle qui nous attend après la mort ?
La fête de l'Assomption de la Vierge Marie, son passage de ce monde vers le Père, se situe au cœur même de cette question. Pour tenter d'y répondre, l'Église des premiers siècles, lorsqu'elle n'était pas divisée, a compris très tôt que Marie, Mère du Ressuscité, était la femme qui avait consenti à accueillir en elle « l'admirable échange » entre Dieu et l'homme, et qu'elle anticipait le but qui attend tout être humain : l'assomption de toute la nature humaine et de tout être humain dans la vie de Dieu, pour toujours ; « Dieu est tout en tous » (cf. 1 Co 15, 28).

C'est ainsi que la grande tradition de l'Église en est venue progressivement à proclamer Marie au-delà de la mort, dans cette autre dimension de l'existence que nous ne savons pas nommer autrement que « ciel ». Marie est la terre du ciel, prémices et image de la sainte Église dans les cieux !

Il suffit de revenir au début de l'histoire de Marie : la rencontre entre Élisabeth et Marie, que celle-ci célèbre par son chant du Magnificat. Ce texte d'une profondeur inépuisable nous dit, aujourd'hui, une chose extrêmement simple et fondamentale : la vie éternelle en nous, selon notre capacité à aimer et à être aimés, d'un amour qui manifeste la vérité de notre foi et de notre espérance. »

— Enzo Bianchi. Aujourd'hui s'accomplit pour vous l'Écriture, Les Plans, Parole et Silence, 2012, p. 269-270.

## Crise
En raison de « problèmes graves dans l’exercice de l’autorité », le Vatican décide en mai 2020 qu'Enzo Bianchi] ainsi que deux moines et une moniale, doivent quitter le monastère de Bose car il s'avère qu'ils ne renoncent pas à la gestion des affaires du monastère alors qu'Enzo Bianchi a démissionné de sa place de prieur en 2017. La décision du Saint-Siège est prise après une inspection menée par trois délégués du pape.

Enzo Bianchi, tout en prétendant avoir accepté les dispositions du décret papal, n'y a pas réellement obéi et a continué à résider à Bose  ; en février 2021, un nouveau décret, signé par le délégué papal, le père Amedeo Cencini, ordonne à Bianchi de quitter Bose et de déménager en Toscane avant le 16 février 2021, se retirant dans la vie privée à l'église de Cellole di San Gimignano, propriété de la communauté de Bose. Enzo Bianchi, cependant, décide de ne pas obéir à cette demande, continuant à vivre à Bose.

Lors d'une rencontre avec le prieur de Bose à la veille de son voyage en Irak, le pape réitère que Bianchi doit quitter la communauté de Bose. Enzo Bianchi rendit publique une déclaration résumant et reconfirmant sa position de désobéissance de fait. En réponse, le père Amedeo Cencini, délégué pontifical pour la communauté monastique de Bose, a également rendu public un communiqué de presse pour « une compréhension correcte des événements ». Dans ces circonstances, le pape François a écrit une lettre au prieur, Luciano Manicardi, pour lui exprimer sa proximité et son soutien à la communauté. Finalement, Bianchi ne quitte Bose qu'en juin 2021 pour s'installer à Turin dans une maison mise à sa disposition par des amis.

En avril 2022, Bianchi rend publique une déclaration dans laquelle il annonce qu'il a acheté une nouvelle maison où il ira avec des moines. Le 4 mai 2022, le site Silere non possum rend publique une lettre du cardinal Pietro Parolin s'adressant aux évêques et les invitant à « faire preuve de discernement » avant d'inviter le fondateur aux conférences diocésaines.

En 2023, Enzo Bianchi célèbre son 80e anniversaire par une conférence au centre culturel Circolo dei Lettori de Turin, avec des discours d'Umberto Galimberti (it) et de Carlo Petrini, et inaugure la section turinoise du nouveau Bose. Le 16 décembre 2023, François reçoit Enzo Bianchi. Il lui souhaite la bienvenue et donne sa bénédiction à sa nouvelle maison.